# Ejército de la Liga Etolia

La Liga Etolia era conocida por sus tendencias bélicas; fue visto como uno de los estados griegos más ilegales y violentos en el mundo helenístico. Tenían los etolios fama de bandidos, de piratas (disponían de gran número de navíos dedicados a esta tarea), siempre deseosos de militar en cualquier conflicto que proporcionase una oportunidad de conseguir botín.
Se hicieron famosos como mercenarios, luchando en todos los grandes ejércitos helenísticos. Un tipo particular de tropa que se hizo famosa fue la de los honderos, conocidos en todo el Mediterráneo, de los que se han encontrado proyectiles hasta en Numancia. 
Las fuerzas armadas de la Liga Etolia eran muy peculiares comparadas con las de otros estados griegos, por el hecho que ellos apenas usaban mercenarios en sus tropas, de hecho era más probable que fueran reclutados ellos mismos como soldados a suledo. El motivo principal era que las ciudades integrantes de la Liga eran mucho más pobres que otros de Grecia: Otra razón se debía a la carencia de mano de obra en Etolia. Esto afectó al método de guerra etolio, ciudades y ciudades fueron fortificadas y guarnecidas, y obviamente, en una ciudad bien fortificada, cada guarnición tenía que ser más pequeña. 
Como los aqueos, los etolios luchaban sobre todo con tropas ligeras en terrenos quebrados, más que en formaciones cerradas en campo abierto. La caballería etolia disponía de más efectivos que la infantería debido al hecho que eran suministrados por la nobleza, con lo que una unidad de 500 jinetes podría ser bien posible.